# Bateria (instrument musical)

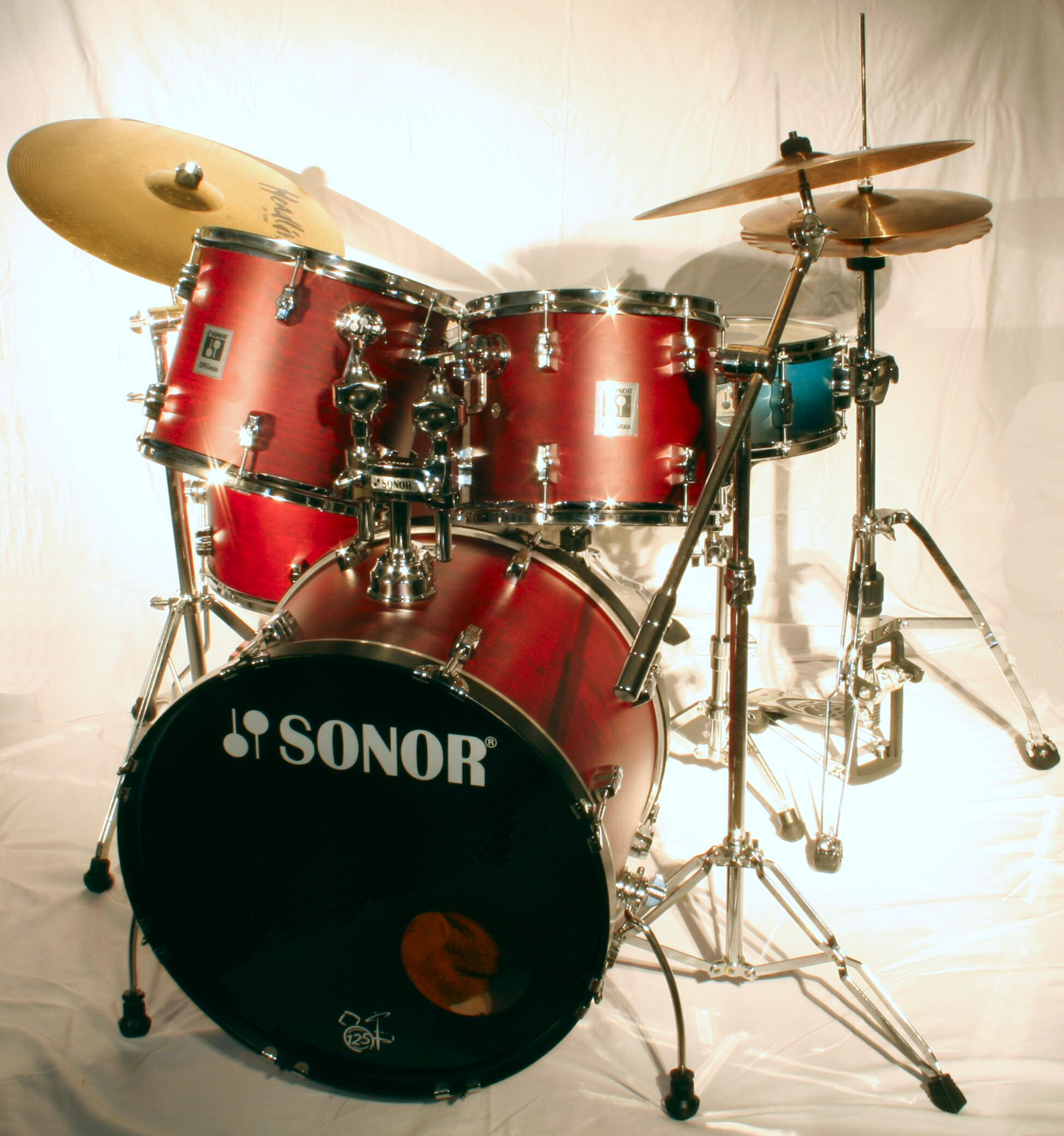
Bateria acústica

Una bateria és un conjunt d'instruments de percussió que, tot i tenir diferents característiques, són tocats per un sol intèrpret. Es pot classificar com una «multi-percussió». Els instruments que formen la bateria es divideixen en dos grups: idiòfons i membranòfons. Els instruments de la bateria procedeixen d'orígens dispersos del món. Així doncs, el bombo i els plats provenen de l'antic Imperi Otomà (Orient Mitjà), els tom-toms de la Xina i la caixa d'Europa.
Tot i que la bateria és un conjunt d'instruments, és freqüent d'en parlar com un únic instrument. Hi ha quatre tipus de bateries musicals diferents: la bateria acústica, bateria electrònica, bateria híbrida i bateria sorda.

La bateria acústica és el tipus de bateria més representatiu a més de ser la més utilitzada en la música contemporània. La bateria acústica és anterior a les altres dues: la sorda i l'electrònica, que de fet han agafat les característiques bàsiques de l'acústica, al mateix temps que han aportat millores i facilitats.

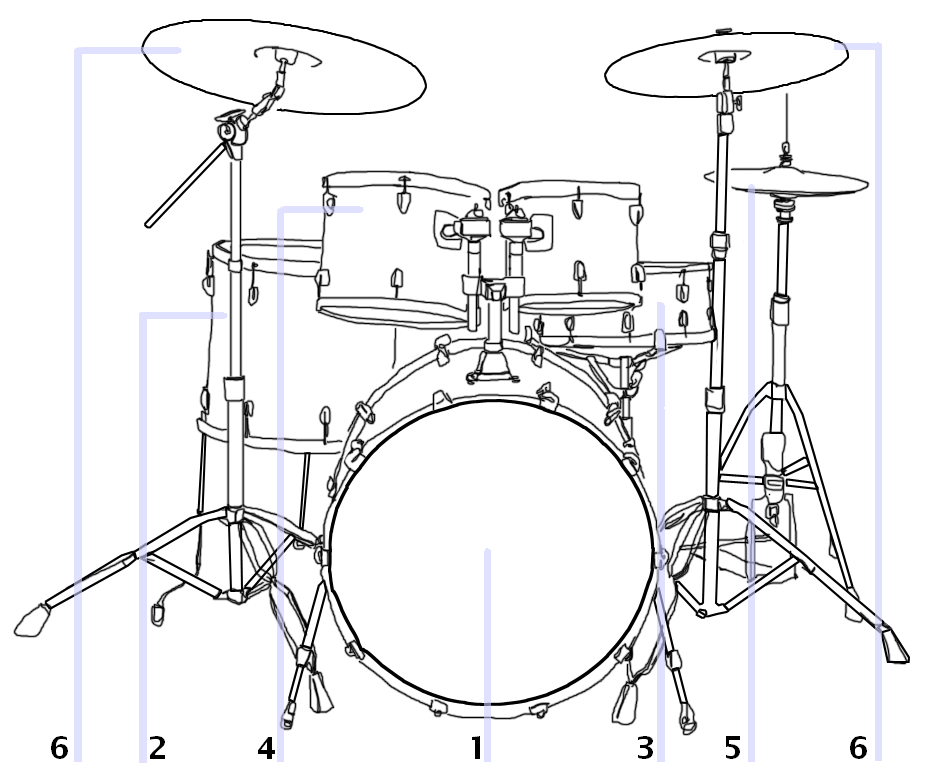
(1) Bombo · (2) Tom basse o Goliat · (3) Caixa · (4) Tom-toms · (5) Hi-hat · (6 esquerra, gran) Plat de ritme · (6 dreta, més petit) Plat Ride

## Membranòfons
Els membranòfons de la bateria acústica tenen dues membranes: una que es troba en la part superior i una altra en la part inferior de l'instrument, que són unides mitjançant una estructura o carcassa i fixades amb uns tensors. D'aquesta manera, s'obté un cos completament tancat, amb l'excepció d'uns forats que es poden trobar a la carcassa, que permeten el moviment de l'aire entre l'interior i l'exterior del membranòfon.
Hi ha diverses maneres de produir un so mitjançant una membrana: fregant (simbomba), bufant (mirlitó), o com en els membranòfons d'una bateria acústica, donant un cop a la membrana per fer-la vibrar.
Per produir el so d'aquests membranòfons, primer percudim la membrana superior de l'instrument amb una baqueta. D'aquesta manera, la superfície, en rebre el cop, transmet les vibracions a l'aire que es troba a la part superior de dins de l'instrument, fet que farà que aquest aire baixi amb una força deguda a la pressió, cap a la membrana inferior i, en conseqüència, la faci vibrar. Així doncs, el so que s'obtindrà serà doble però sona únic gràcies a la rapidesa de transmissió de l'aire. A més, un dels membranòfons de la bateria, la caixa, inclou a la membrana inferior uns bordons, els quals xoquen amb la membrana quan aquesta vibra.
Hi ha un gran ventall de membranes amb trets completament diferents, les característiques principals en són les següents: 
- Les membranes han de ser molt fines, aproximadament d'uns 2 mm de gruix, depenent del tipus de membrana.
- Han de tenir la superfície llisa.
- Qualsevol membrana ha de permetre el rebot de les baquetes en ser percudida.

Antigament les membranes eren fetes de pell d'animal adobada, però avui diu se'n fan de material sintètis i malles de teixit artificial.
Per acabar, és important explicar que per aconseguir el màxim rendiment sonor d'un membranòfon, les seves membranes han de vibrar lliurement, ja que si una d'aquestes estigués en contacte amb una altra superfície, el seu moviment seria irregular i projectaria un so de baixa qualitat. La major part de membranòfons tenen les membranes en posició paral·lela a terra, fet que crea la necessitat de mantenir els membranòfons elevats, ja que si aquest toqués a terra, s'aturaria la vibració de la membrana inferior i, en conseqüència, sonaria malament. Per aquest motiu, els membranòfons d'una bateria han de tenir la membrana inferior mantinguda a l'aire amb uns suports.
Instruments: Els membranòfons que hi ha en una bateria són: el bombo, la caixa, els tom-toms i el tom base o Floor tom, anomenat sovint goliat per les seves dimensions.

### Idiòfons
Per un costat, actualment hi ha un munt d'idiòfons, sobretot en instruments de percussió (campanes, castanyoles, gong, xilòfon, etc.). No obstant això, els que s'utilitzen en les bateries acústiques sempre són uns instruments anomenats plats, els quals, originàriament eren fets de bronze. Els plats són rígids, de forma circular i amb una ondulació en el seu centre anomenada campana.
Igual que les membranes, per tal que un idiòfon tingui el màxim rendiment, aquest no ha d'estar en contacte amb cap superfície exterior, ja que els idiòfons necessiten que tot el seu cos estigui vibrant per produir el seu so, de manera que si aquest toca amb algun altre cos, la seva vibració serà irregular. Per tal que això no succeeixi, els plats d'una bateria es mantenen suspeses a l'aire mitjançant un peu, el qual acaba en forma d'eix prim i llarg on el plat s'hi ha d'aferrar. Per això, els plats tenen un forat en el centre, a través del qual aquest s'introdueix a l'eix i, posteriorment es fixa mitjançant una rosca de papallona.
Producció del so: Hi ha diverses maneres de produir un so amb idiòfons: puntejats (arpa jueva), fregats (violí clavecí), bufats (clavecí aeri).
No obstant això, tots els idiòfons utilitzats en una bateria són percudits, és a dir, s'ha de donar un cop al plat perquè aquest produeixi el seu so.
Instruments: Tal com s'ha dit anteriorment, tots els idiòfons que hi ha en una bateria són plats, tanmateix, són de característiques molt diferents. Les principals diferències són les polzades de diàmetre que tenen. Els plats que es poden trobar en una bateria acústica normalitzada són el hi-hat, el plat d'accents i el plat de ritme.

### Bateries electròniques
La bateria electrònica és un conjunt d'instruments electròfons de percussió. Així doncs, aquesta se separa de la bateria acústica, la qual està formada per membranòfons i idiòfons. Tot i això, la bateria electrònica manté la mateixa distribució dels instruments, encara que el seu aspecte físic és completament diferent. (pe: l'instrument electrònic que substitueix la caixa continua situant-se en el lloc on se situa en la bateria acústica).
D'altra banda, el principal objectiu de les bateries electròniques és el fet d'oferir als intèrprets un ventall de noves possibilitats musicals i sonores. Així doncs, aquests instruments, gràcies a la utilització de l'electrònica i la informàtica, proporcionen unes expectatives que no es podrien obtenir amb una bateria acústica tradicional (pe: reproduir el so d'una ona de mar en percudir un pad electrònic).

### Història
La primera bateria electrònica que es va crear va ser la Simmons SDS5, la qual va ser inventada a principi dels anys setanta per Dave Simmons. Per una banda, les bateries Simmons utilitzaven uns pads electrònics en forma hexagonal fets de policarbonat. Aquests es van fer d'aquesta forma per donar la sensació futurista que agradava a la gent d'aquella època.
No obstant això, la bateria Simmons tenia una fidelitat molt pobre quant al nombre de sons produïts i a més, els seus pads tenien poca sensibilitat. Tot i que les bateries Simmons van mantenir durant molt de temps el monopoli de les bateries electròniques, cap a principis dels anys vuitanta aquestes van ser substituïdes per les Yamaha i Roland, les quals utilitzaven una tecnologia més avançada, a més de ser les pioneres en implementar la interfície MIDI.

### Padselectrònics
Els pads són tots els instruments de percussió de les bateries sordes i electròniques, els quals, es denominen. Un pad electrònic, més que la funció d'instrument, fa la feina de controlador electrònic. Això vol dir que aquest pad, imitarà la forma física dels instruments tradicionals i s'utilitzarà per a convertir la interpretació musical en un seguit de senyals elèctrics que s'enviaran, posteriorment, a un mòdul (o sintetitzador) per tal que generi els sons. Tots i cada un dels instruments de la bateria electrònica, és a dir: la caixa, els toms, el bombo, etc. (idiòfons i membranòfons) són substituïts per pads electrònics (electròfons). Així doncs, la identificació d'un pad segons el seu instrument acústic només es veurà reflectit en la seva col·locació, de manera que al pad que se situï en el lloc físic de la caixa, se l'anomenarà caixa electrònica. Tot i aquest nomenament idèntic als instruments, cal citar l'excepció del bombo acústic, ja que electrònicament a aquest se l'anomena kick (copejador).
Tanmateix, en una bateria electrònica és necessària la contribució d'uns altres controladors per tal d'imitar el millor possible la feina d'una bateria acústica.

### Mòdul
El segon element important de la bateria electrònica és el mòdul de sons de percussió o rack, que és un aparell que té com a objectiu principal produir uns determinats sons quan li arriba un senyal exterior produït per un pad o per un controlador.
 Tanmateix, els sons que aquest pot generar poden ser de dos tipus: sons emmagatzemats («sons samplejats») o sons que es produeixen en el mateix aparell («sons sintetitzats»).
D'altra banda, cada mòdul té un nombre determinat de sons, dels quals, l'usuari n'ha d'escollir un mitjançant la seva identificació amb nombres de sèries (lletres i nombres). Per exemple: el TD-5 de Roland en té de 210 instruments diferents.
Per l'altre costat, en un mòdul, tots els sons s'organitzen i s'agrupen en patch, els quals, assignen a cada senyal rebut per cada pad un so característic. És a dir, en els mòduls de sons de percussió cada vegada que canviem de patch, se'ns canviaran els sons de tots els pads i, així, la totalitat de la bateria canviarà completament el seu so i el seu estil. Per exemple: es pot trobar una patch de bateria jazz (la caixa, el bombo, etc.; tindran el so més característic d'aquest estil), un altre patch de rock, un altre de reggae, etc.
L'existència de patch proporciona molts beneficis als músics. Per exemple: si un bateria té tres grups musicals d'estils diferents, aquest necessitarà comprar-se una bateria acústica per a cada estil. En canvi, si aquest bateria posseeix un mòdul de sons de percussió, només necessitarà comprar-se una única bateria electrònica i fer canvis amb els seus patch. Per continuar, de la mateixa manera que els patch en un mòdul de sons de percussió s'identifiquen amb diversos estils de bateries, aquests, en un mòdul de sons definits estaran representats amb diversos timbres d'instruments musicals, de manera que es trobarà un patch de violí, un altre de piano, un altre de vibràfon, etc. Aquest fet proporciona moltes facilitats i, sobretot, beneficis econòmics. A més, depenent del tipus d'aparell que s'utilitzi, es poden trobar aparells monofònics, multitímbrics o polifònics.
Així doncs, després de generar-se un determinat senyal en el pad electrònic, aquest s'enviarà cap al mòdul de sons de percussió, el qual, depenent de la sèrie de nombres que s'hagi introduït en el seu taulell, aquest mòdul o bé activarà un so samplejat, o bé en crearà un de sintetitzat.

### Estructura de suport
Per tal que un intèrpret pugui tocar els pads electrònics d'una manera còmoda i organitzada, tots els pads s'aferren a una estructura de suport, gràcies a la qual, aquests queden distribuïts en la seva disposició adequada (disposició d'una bateria acústica).
L'estructura de suport consisteix en uns ferros cilíndrics, organitzats de manera que aquesta es mantingui dreta. A més, de cadascun d'aquests ferros cilíndrics, sorgeixen uns petits braços acabats en forma d'eix, en els quals es fixen els pads electrònics mitjançant una rosca de papallona. A més, també s'han ideat uns fixadors que tenen la mateixa aparença física que els peus de girafa dels crash acústics.

## Bateries híbrides
Són combinacions d'instruments acústics amb pads electrònics, que permeten obtenir els avantatges dels dos tipus de bateries. És un recurs cada cop més utilitzat; Neil Pert, utilitza aquest sistema.

## Bateries sordes
Una bateria sorda es formada per pads d'escuma, uns plats ensordits i una estructura. Per un costat, val a dir que l'objectiu principal d'una bateria sorda no és el de produir sons per interpretar peces musicals, sinó aportar les comoditats necessàries als intèrprets per tal que aquests realitzin les seves pràctiques tècniques diàries a casa. Això és així perquè les bateries acústiques generen una gran intensitat sonora, les quals molesten el veïnat i interrompen la calma ciutadana.

### Padsd'escuma
Els pads d'escuma són els instruments de percussió d'una bateria sorda, els quals, tenen els següents elements: una base de plàstic dur, un tros d'escuma circular (dura per permetre rebots de baquetes), una membrana de polímer i un arc per fixar, mitjançant claus, tots els elements constituents.
Per començar, els pads d'escuma o tambors sords, com que intenten ser una alternativa a la pràctica de la bateria, han de tenir una aparença física semblant a la dels instruments acústics. Per aquest motiu es manté la seva forma circular amb un cert relleu en la vora de l'arc, etc.
Així doncs en un pad d'escuma es poden realitzar els mateixos exercicis tècnics que en un instrument acústic i, a més, es redueix notablement la seva intensitat sonora.

### Plats ensordits
D'entrada, les bateries sordes comercials no incorporen en la seva venda a cap instrument idiòfon. Això és així perquè aquesta bateria només té l'objectiu de donar facilitats pràctiques per tal que l'intèrpret pugui exercitar els moviments característics que es realitzen en una bateria, però, aquestes activitats es realitzen més amb els membranòfons que amb els idiòfons.

## Forma d'ús
Normalment es posa la bateria darrera de la banda. El bateria s'asseu sobre un seient de manera que quedi darrere de l'instrument, amb el peu esquerre en el pedal del xarleston i el dret en el pedal del bombo. A cada mà sosté baquetes o escombretes, amb les quals colpeja tots els instruments a excepció del bombo. El bateria sol creuar els braços, de manera que la seva mà dreta porta la pulsació tocant el hi-hat i la mà esquerra toca la caixa accentuant certs temps del compàs. Normalment el plat de ritme es fa servir en substitució del hi-hat, tot i que es poden tocar simultàniament gràcies al fet que aquest segon pot produir so mitjançant el pedal. Els plats d'accents se solen utilitzar per marcar l'inici o el final de frases musicals. Els tom-toms s'acostumen a utilitzar conjuntament amb redoblaments de caixa per adornar els finals de frase musical.